# Велій Лонг
Велій Лонг (II ст. н.е.) — давньогрецький граматик та філолог часів правління імператорів Траяна та Адріана.

## Життєпис
Про родину та життя Велія Лонга нічого невідомо. напевне був вільновідпущеником. Згадується у Макробія як коментатор творів Вергілія. Також Велій був автор праці «Про орфографію». З його праці майже нічого не збереглося дотепер.